# Сандіке
Сандіке (перс. سنديكه) — село в Ірані, у дегестані Їлакі-є-Арде, у бахші Паре-Сар, шагрестані Резваншагр остану Ґілян. У переписі 2006 року вказане як окремий населений пункт, але без відомостей про чисельність населення.

## Клімат
Середня річна температура становить 12,45°C, середня максимальна – 26,93°C, а середня мінімальна – -2,20°C. Середня річна кількість опадів – 524 мм.
| Клімат поселення                              | Клімат поселення | Клімат поселення | Клімат поселення | Клімат поселення | Клімат поселення | Клімат поселення | Клімат поселення | Клімат поселення | Клімат поселення | Клімат поселення | Клімат поселення | Клімат поселення | Клімат поселення |
| Показник                                      | Січ.             | Лют.             | Бер.             | Квіт.            | Трав.            | Черв.            | Лип.             | Серп.            | Вер.             | Жовт.            | Лист.            | Груд.            |                  |
| Середній максимум, °C                         | 10,18            | 9,16             | 10,80            | 15,20            | 20,31            | 25,11            | 26,93            | 26,64            | 22,08            | 18,96            | 13,59            | 10,33            |                  |
| Середня температура, °C                       | 4,48             | 3,46             | 5,10             | 9,51             | 14,61            | 19,42            | 22,64            | 22,34            | 17,81            | 14,67            | 9,31             | 6,04             |                  |
| Середній мінімум, °C                          | −1,2             | −2,2             | −0,58            | 3,83             | 8,92             | 13,74            | 18,36            | 18,06            | 13,52            | 10,40            | 5,02             | 1,76             |                  |
| Норма опадів, мм                              | 44               | 40               | 58               | 59               | 41               | 21               | 12               | 20               | 43               | 67               | 54               | 65               |                  |
| Середньомісячна швидкість вітру, м/с          | 2.14             | 2.47             | 2.47             | 2.54             | 2.20             | 2.20             | 2.47             | 2.30             | 1.90             | 2.03             | 1.98             | 1.98             |                  |
| Середньомісячна сонячна радіація, кДж/м²·день | 7145             | 9571             | 11734            | 15993            | 19836            | 22655            | 23557            | 19998            | 16462            | 11457            | 8729             | 6795             |                  |
| --------------------------------------------- | ---------------- | ---------------- | ---------------- | ---------------- | ---------------- | ---------------- | ---------------- | ---------------- | ---------------- | ---------------- | ---------------- | ---------------- | ---------------- |
| Джерело:                                      |                  |                  |                  |                  |                  |                  |                  |                  |                  |                  |                  |                  |                  |